# 波略
波略（法語：Pollieu，法語發音：[pɔljø]）是法国东部安省的一个市镇，属于贝莱区。

## 地理
波略（45°47'59"N, 5°44'30"E）面积3.71 平方千米，位于法国奥弗涅-罗讷-阿尔卑斯大区安省，该省份为法国东部省份，北起汝拉省，西北接索恩-卢瓦尔省，西接罗讷省和里昂大都会，南至伊泽尔省，东与萨瓦省、上萨瓦省和瑞士接壤。
与波略接壤的市镇（或旧市镇、城区）包括：克雷桑-罗什福尔、弗拉克雪、拉武尔、马里尼约、马尼约。

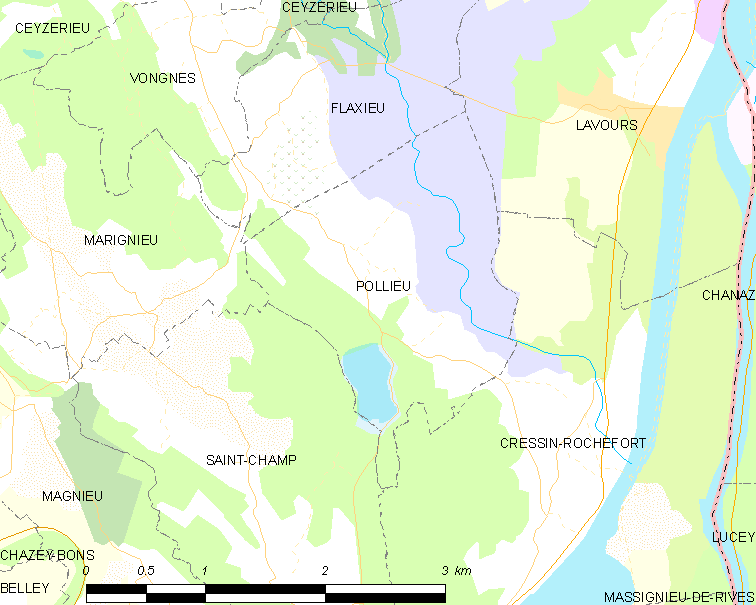
波略的OSM定位图

波略的时区为UTC+01:00、UTC+02:00（夏令时）。

## 行政
波略的邮政编码为01350，INSEE市镇编码为01302。

## 政治
波略所属的省级选区为贝莱县。

## 人口

1962-2008年间波略人口变化图示

波略于2022年1月1日时的人口数量为167人。